# Palast der Europäischen Donaukommission
Der Palast der Europäischen Donaukommission (rumänisch Palatul Comisiei Europene a Dunării) in Sulina, Rumänien, ist ein denkmalgeschützter Palast und das markanteste Gebäude der Stadt, das an die glanzvolle Vergangenheit der Sulinas im Donaudelta am Schwarze Meer erinnert. Dieses Gebäude, erbaut im 19. Jahrhundert, war gewissermaßen das Herzstück der Europäischen Donaukommission (EDK), welche die Schifffahrt auf der Donau regulierte und Sulina zu einem bedeutenden Verwaltungs- und Handelszentrum machte.

## Geschichte
Der Palast entstand in einer Zeit, als Sulina durch die Gründung der Europäischen Donaukommission einen enormen Aufschwung erlebte. Die Stadt entwickelte sich von einem kleinen Fischerdorf zu einem kosmopolitischen Handels- und Verwaltungszentrum mit internationaler Bevölkerung und moderner Infrastruktur, einschließlich Telegrafie, Telefonie und elektrischem Licht. Der Palast ist ein Symbol dieser Ära und Teil des kulturellen Erbes Sulinas.
Der Baubeginn des Palasts ist auf 1860 datiert, wobei das Gebäude 1868 fertiggestellt wurde. Diese Zeitspanne spiegelt die rasante Entwicklung Sulinas wider, die durch den Freihafenstatus und die Ansiedlung internationaler Konsulate begünstigt wurde. Das Gebäude diente als Verwaltungssitz der EDK, die 1856 durch den Pariser Vertrag gegründet wurde. Darin wurde Sulina als Hauptsitz der Kommission festgelegt. Es beherbergte Büros sowie Wohnräume für die Mitglieder der EDK.
Von 1868 und 1921 diente das Gebäude als Verwaltungssitz der Europäischen Donaukommission, später wurde es vom rumänischen Staat übernommen. Durch Bombenangriffe während des Ersten Weltkrieges wurde der Gebäudekomplex beschädigt. In den 1920er-Jahren wurde der Palast mehrfach renoviert und umgebaut und war der Sitz des Hafenkapitäns. Zwischen 1941 und 1944 befand sich hier ein deutsches Militärhauptquartier. Während des Zweiten Weltkriegs brannte das Gebäude vollständig aus, wobei nur die Backsteinmauern erhalten blieben. In der Nachkriegszeit erfolgte die Rekonstruktion und seit 1948 ist es der Sitz der Unteren Donauverwaltung, Zweigstelle Sulina. Heute ist es ein Kulturdenkmal (ID: TL-II-m-A-06019) in Rumänien und dient zudem gelegentlich als Veranstaltungsort.

## Architektur und Bautechnik

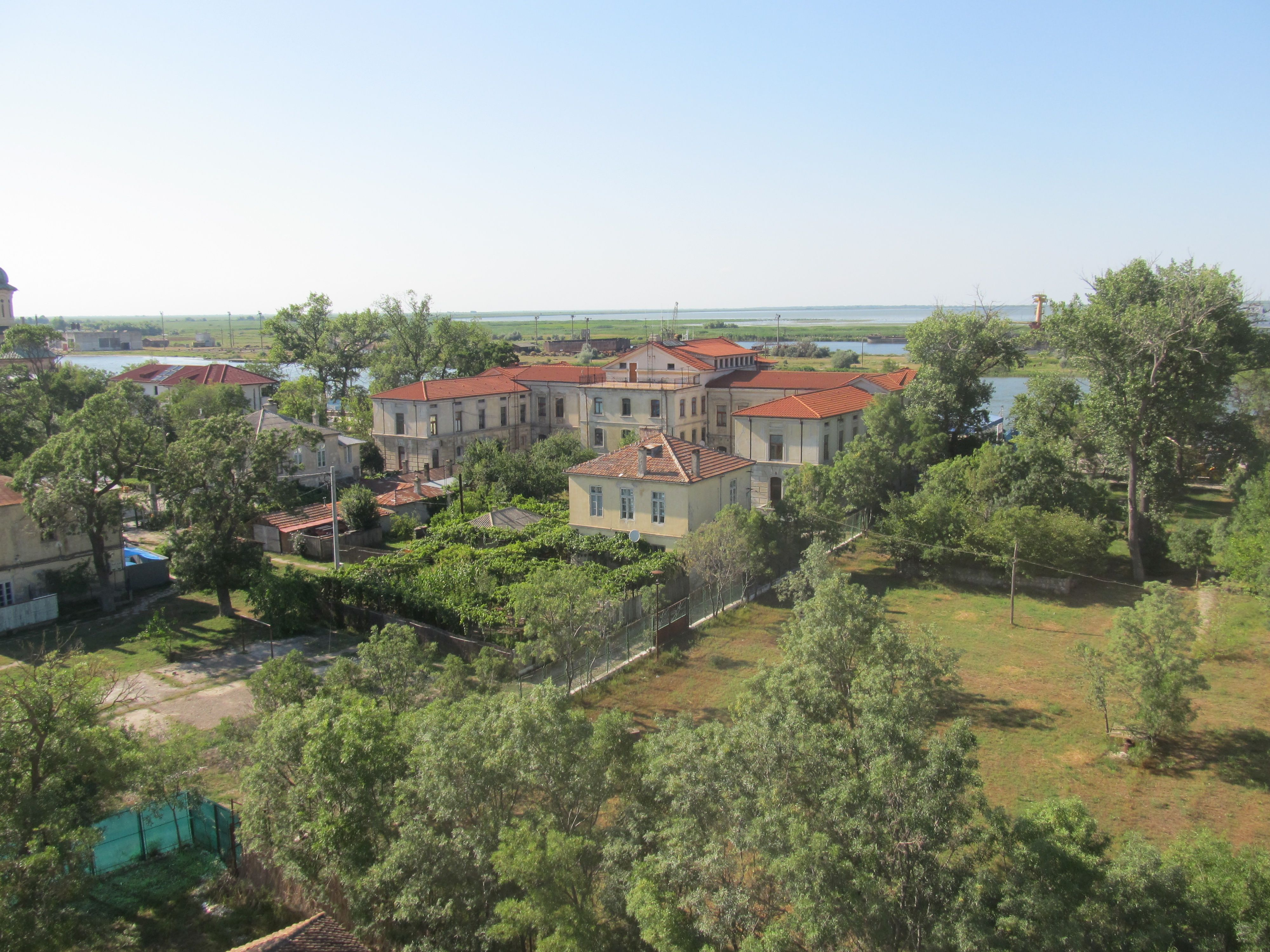
Rückseite des Palasts (2012)

Der Palast der Europäischen Donaukommission ist ein Beispiel für die neoklassizistische Architektur des 19. Jahrhunderts, die in vielen europäischen Verwaltungsgebäuden dieser Zeit vorherrschte. Der Stil zeichnet sich durch seine Monumentalität, Symmetrie und klare Linien aus, die Autorität und Stabilität vermitteln sollten – passend für ein Gebäude, das die Macht und den Einfluss einer internationalen Organisation repräsentierte.
Die Fassade des Palastes ist durch große Fenster, ein harmonisches Proportionensystem und dekorative Elemente wie Gesimse und Pilaster geprägt.